# モーリス・デュボア

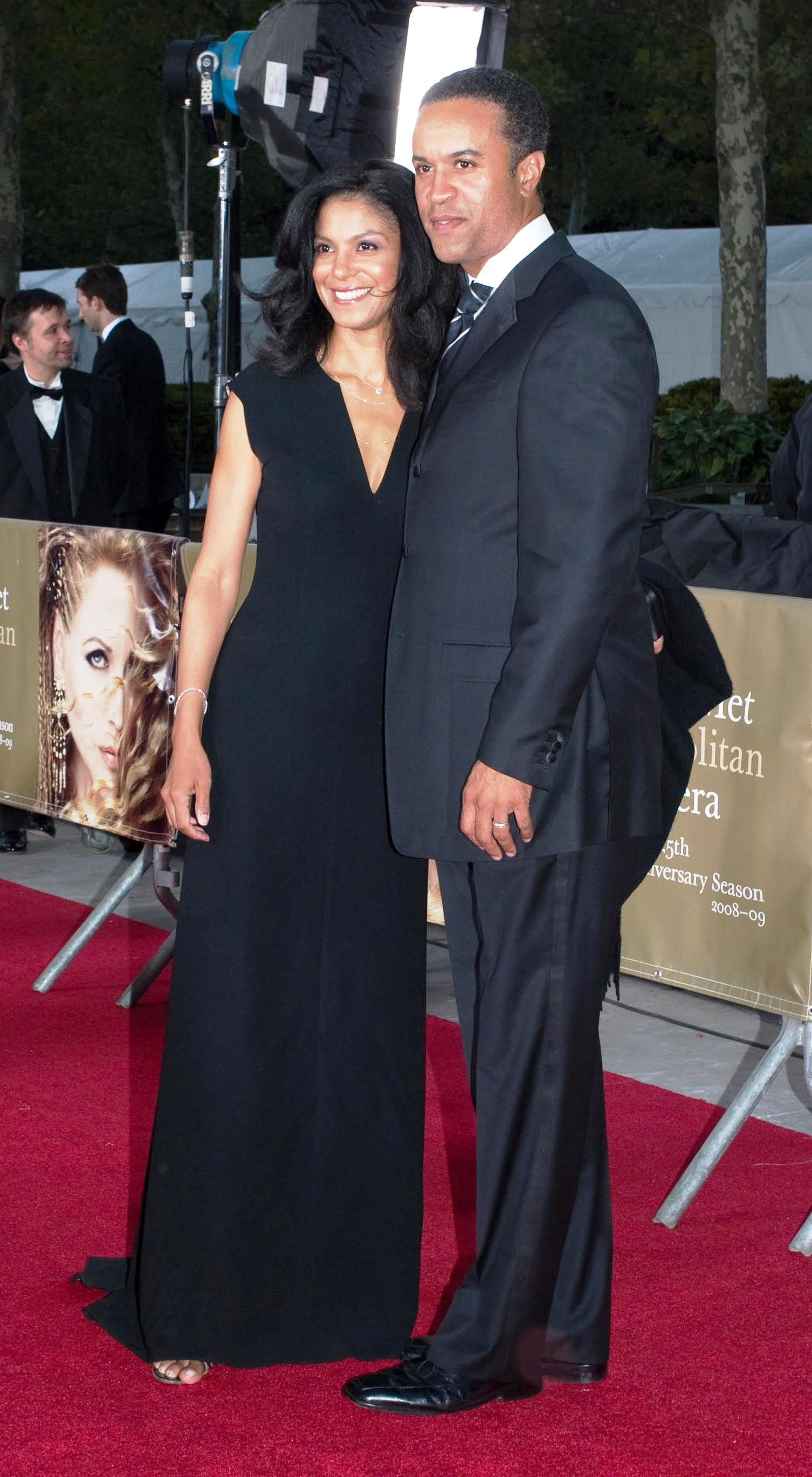
モーリス・デュボア

モーリス・デュボア（Maurice DuBois、1965年 - ）は、アメリカ全国ネットワークチャンネルCBS放送の男性ニュースキャスター・ジャーナリスト。
女性キャスターのケイト・サリヴァンと共にAM5：00～7：00（東部時間）に放送されるニューヨークのローカルニュースCBS2NEWS THIS MORNINGのキャスターを務める。ノースウェスタン大学ジャーナリズム専攻卒業。
- 1987年にKING-TVのデスク・アシスタントとしてそのキャリアをスタートさせ、その後イリノイ州シカゴのWFLD-TV、カリフォルニア州サクラメントのKCRA-TVでキャスターとリポーターを務めた。
- 2004年9月にCBS放送に移籍し、シンディ・ヒューと共に「CBS2NEWS AT NOON」、ディーナ・タイラーと共に「CBS2NEWS AT 6」のキャスターを務めた後、現在の番組を受け持つ。
- エミー賞を4回受賞し、その他トレイルブレイザー賞や各種ジャーナリズム賞を受賞しており、シートンホール大学とメドガー・エバース・カレッジから博士号が授与されている。
- 現在は家族と共にニューヨーク市マンハッタンに在住。